# Рудепоэма
«Рудепоэма» (порт. Rudepoêma) — фортепианная композиция Эйтора Вила-Лобоса, которая была написана в Рио-де-Жанейро между 1921 и 1926 годами. «Рудепоэма» является самой объёмной работой, написанной Вилла-Лобосом для фортепиано соло. Она состоит из одной части и длится примерно около 19-20 минут.

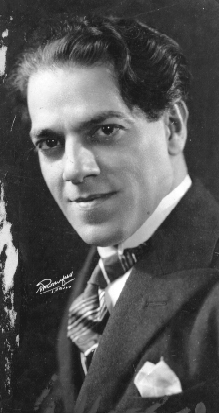
Эйтор Вила-Лобос, автор «Рудепоэмы»

## История создания
Произведение посвящено пианисту Артуру Рубинштейну. Сам Вила-Лобос писал ему: «Мой верный друг, я не знаю, смогу ли я полностью раскрыть твою душу этой „Рудепоэмой“, но клянусь всем сердцем: у меня сложилось впечатление, что я записал ваш темперамент и механически переписал его на бумагу».

## Структура
В начале произведения представлены две основные темы: первая ― в басовом регистре в левой руке; вторая, дополняющая первую ― в правой руке. Фрагменты обеих тем отчётливо слышны на протяжении всей композиции, которая достигает своего апогея за пять тактов до конца, когда правая рука наносит четыре удара на три низкие ноты ― до, си и ля.